# Tarek Bitar
Tarek Bitar (arabisch طارق بيطار, DMG Ṭāriq Bīṭār; * 1974 in Aaidmoun, Libanon) ist der Vorsitzende des Strafgerichts von Beirut und der für die Aufarbeitung der Explosionskatastrophe in Beirut 2020 zuständige Ermittlungsrichter. Er erlangte weltweite Aufmerksamkeit, als es am 14. Oktober 2021 im Zuge schiitischer Proteste, die nahe dem Justizpalast seinen Rücktritt forderten, zu stundenlangen Scharmützel entlang der ehemaligen Grünen Linie der Beiruter Innenstadt kam.

## Leben
Bitar wurde 1974 im Gouvernement Akkar im Norden des Landes geboren. Er ist mit einer Apothekerin verheiratet und hat zwei Kinder. Er erwarb auf einer libanesischen Universität ein rechtswissenschaftliches Diplom.
Seine Karriere begann er mit einem mehrmonatigen Job als Anwalt, bevor er auf das Institute of Judicial Studies wechselte und für das Richteramt trainierte, was er 1999 abschloss. 2000 wurde er Richter an einem erstinstanzlichen Gericht im Nord-Libanon. Dort war er für kurze Zeit tätig, bevor er Karriere in der Strafjustiz machte. So soll er der einzige Strafrichter im Norden des Landes gewesen sein, bis er 2010 mit seinem Amt aufhörte. Anschließend nahm er eine Stelle als Staatsanwalt am Berufungsgericht von Nord-Libanon an, die er bis 2017 ausfüllte, wonach er auf das Beiruter Strafgericht wechselte. In Beirut verhängte er mindestens zwei Todesurteile. Seinen Job als Strafrichter will er parallel fortsetzen.

## Hintergrund
Bitar wird von seinen Kollegen als jemand gelobt, der keine politischen Zugehörigkeiten vorweist. Ein langjähriger Vertrauter sagt, dass er sich in seinem Job nicht unter Druck setzen lasse. Insgesamt genießt er von Kollegen an seinem Strafgericht eine gute Reputation. Bitar selbst sagt, dass er eine Behinderung der Ermittlungen zur Katastrophe nicht zulassen werde, was der Anwalt Alexandre Najjar, der mit ihm in diesem Fall zusammenarbeitete, unterstrich. Die Hisbollah behauptet, Bitar sei nicht unabhängig und fordert seinen Rücktritt. Ursprünglich wurde er schon kurz nach der Katastrophe von der damaligen Justizministerin Marie-Claude Najm nominiert, aufgrund seiner vorsichtigen Zweifel um das Amt und der Ablehnung durch den Höheren Justizrat (Libanons Oberste Justizbehörde, bestehend aus 10 Richtern), wurde es vorübergehend Fadi Sawan, welcher von selbiger Justizbehörde ernannt wurde. Dieser wurde später aber von dem Kassationsgericht abberufen, da zwei Ex-Minister mit Verbindung zur Amal-Bewegung Einspruch gegen dessen Nominierung erhoben. Sawan hatte sie zuvor wegen Fahrlässigkeit angeklagt. Am Tag der geplanten Vernehmung eines ehemaligen Verkehrsministers wurde Sawan entlassen. Schließlich wurde Bitar im Februar 2021 wieder nominiert. Er entschied sich Berichten enger Kollegen zufolge für das Amt, weil er den Posten des Ermittlungsrichters nicht unbesetzt sehen wollte.
Am 14. Oktober 2021 entschied das Kassationsgericht, dass Bitar seinen Posten behalten darf, nachdem zuvor Einspruch gegen seine Nominierung von zwei früheren Ministern erhoben wurde. Auf richterliche Anordnung hatte Bitar seine Ermittlungen zwei Tage zuvor vorläufig unterbrechen müssen, die er jetzt weiterführen darf. Der Richter hatte die beiden prominenten Amal-Politiker zur Befragung vorgeladen.
Bitar soll Berichten zufolge im September 2021 eine Drohung durch die Hisbollah erhalten haben.
In der libanesischen Regierung sind Minister der schiitischen Parteien Amal und Hisbollah vertreten. Laut Berichten soll es im Kabinett aufgrund des Ermittlungsrichters unter anderem am 12. Oktober 2021 zu Streit gekommen sein. Zuvor sprach sich die Hisbollah gegen eine unabhängige internationale Untersuchung der Explosion aus.